# Gleb Sávchenko
Gleb Sávchenko  (en ruso: Глеб Савченко; Moscú, 16 de septiembre de 1983) es un bailarín de salón y coreógrafo ruso. Es más conocido por ser uno de los bailarines profesionales de la versión estadounidense de Dancing with the Stars, en el cual también ha participado en las versiones australiana y rusa, y en la versión original, Strictly Come Dancing.

## Vida personal
Sávchenko nació en Moscú, Rusia. Empezó a bailar a los 8 años de edad.
Él está casado con la bailarina profesional, Elena Samodanova, y tienen una hija, Olivia. En marzo de 2017, la pareja anunció que esperaba su segundo hijo. Su segunda hija, Zlata, nació el 1 de agosto de 2017.

## Carrera

### Dancing with the Stars

#### Australia
En 2012, Savchenko fue un profesional en la versión australiana de Dancing with the Stars, donde fue emparejado con la modelo, actriz y presentadora Erin McNaught para la temporada 12. Ellos fueron la primera pareja eliminada de la competencia, quedando en el undécimo puesto.

#### Estados Unidos
En 2013, Savchenko apareció como un profesional en la temporada 16 de Dancing with the Stars, siendo emparejado con la empresaria y estrella de The Real Housewives of Beverly Hills, Lisa Vanderpump. La pareja fue la segunda eliminada, terminando en el décimo puesto. También se presentó como miembro del cuerpo de baile en la temporada 17.
En 2016, luego de su participación en Strictly Come Dancing, Savchenko regresó a los Estados Unidos para competir en la temporada 23 del programa después de tres años de ausencia, siendo emparejado con la cantante de country y actriz, Jana Kramer. La pareja logró llegar a la final y terminó en el cuarto puesto. En 2017, regresó para la temporada 24 donde fue emparejado con la cantante y estrella de The Real Housewives of Beverly Hills, Erika Jayne, siendo eliminados en la quinta semana de la competencia y terminando en el noveno puesto. Para la temporada 25 fue emparejado con la actriz de Pretty Little Liars, Sasha Pieterse; ellos fueron la cuarta pareja en ser eliminada de la competencia, quedando en el décimo puesto.
En 2018, fue emparejado para la temporada 26 con la baloncestista de Notre Dame, Arike Ogunbowale, siendo eliminados en la segunda semana en una doble eliminación y quedando en el séptimo puesto. En la temporada 27 fue emparejado con la comediante y presentadora de podcast Nikki Glaser; ellos fueron la primera pareja eliminada de la competencia el 25 de septiembre, ubicándose en el decimotercer puesto. Ese mismo año, Savchenko formó parte de la serie derivada Dancing with the Stars: Juniors, donde fue el mentor de la bailarina, cantante y actriz Mackenzie Ziegler y el bailarín Sage Rosen, quienes llegaron a la final y quedaron en el segundo puesto.
En 2019, tuvo como pareja para la temporada 28 a la cantante de country Lauren Alaina, con quien logró llegar hasta la final de la temporada y así ubicándose en el cuarto puesto. Para la temporada 29 en 2020, fue emparejado con la actriz y estrella de Selling Sunset, Chrishell Stause; ellos llegaron hasta la octava semana y quedaron en el octavo puesto. Para la temporada 30 formó pareja con la cantante de las Spice Girls, Melanie C, siendo eliminados en la quinta semana y terminando en el decimoprimer puesto.

##### Rendimiento
| Temporada                                        | Pareja           | Puesto | Promedio |
| ------------------------------------------------ | ---------------- | ------ | -------- |
| 16                                               | Lisa Vanderpump  | 10.º   | 18.75    |
| 23                                               | Jana Kramer      | 4.º    | 26.05*   |
| 24                                               | Erika Jayne      | 9.º    | 21.00*   |
| 25                                               | Sasha Pieterse   | 10.º   | 21.67    |
| 26                                               | Arike Ogunbowale | 7.º    | 23.67    |
| 27                                               | Nikki Glaser     | 13.º   | 17.50    |
| 28                                               | Lauren Alaina    | 4.º    | 24.87    |
| 29                                               | Chrishell Stause | 8.º    | 21.00    |
| 30                                               | Melanie C        | 11.º   | 23.50*   |
| 31                                               | Shangela         | 4.º    | 25.71*   |
| 32                                               | Mira Sorvino     | 10.º   | 19.40    |
| 33                                               | Brooks Nader     | 9.º    | 21.40    |
| * Promedios ajustados a una escala de 30 puntos. |                  |        |          |

- Temporada 16 con Lisa Vanderpump

| Semana | Baile / Canción                              | Puntajes de los jueces | Puntajes de los jueces | Puntajes de los jueces | Resultado       |
| Semana | Baile / Canción                              | C. I.                  | L. G.                  | B. T.                  | Resultado       |
| ------ | -------------------------------------------- | ---------------------- | ---------------------- | ---------------------- | --------------- |
| 1      | Foxtrot / «Ac-Cent-Tchu-Ate the Positive»    | 6                      | 6                      | 6                      | Sin eliminación |
| 2      | Jive / «One Way or Another (Teenage Kicks)»  | 6                      | 6                      | 6                      | Dos últimos     |
| 3      | Grupo de Freestyle / «The Rockafeller Skank» | Sin puntos extras      | Sin puntos extras      | Sin puntos extras      | Salvados        |
| 3      | Vals vienés / «I Have Nothing»               | 7                      | 7                      | 7                      | Salvados        |
| 4      | Chachachá / «Celebration»                    | 6                      | 6                      | 6                      | Eliminados      |

- Temporada 23 con Jana Kramer

| Semana | Baile / Canción                           | Puntajes de los jueces | Puntajes de los jueces | Puntajes de los jueces | Puntajes de los jueces | Resultado        |
| Semana | Baile / Canción                           | C. I.                  | L. G.                  | J. H.                  | B. T.                  | Resultado        |
| --- | ----------------------------------------- | ---------------------- | ---------------------- | ---------------------- | ---------------------- | ---------------- |
| 1 | Vals vienés / «Dangerous Woman»           | 7                      | 6                      | 6                      | 8                      | Sin eliminación  |
| 2 | Tango / «I Don't Want to Be»              | 7                      | 8                      | 7                      | 7                      | Salvados         |
| 3 | Jive / «Too Many Fish in the Sea»         | 6                      | 7                      | 6                      | 7                      | Salvados         |
| 4 | Foxtrot / «Here Comes the Sun»            | 8                      | —                      | 7                      | 8                      | Últimos salvados |
| 5 | Contemporáneo / «In My Daughter's Eyes»   | 9                      | —                      | 8                      | 9                      | Sin eliminación  |
| 6 | Tango argentino / «Hands to Myself»       | 10                     | 101                    | 10                     | 10                     | Salvados         |
| 7 | Samba / «Get Down Tonight»                | 8                      | 8                      | 9                      | 9                      | Últimos salvados |
| 7 | Freestyle en equipo / «Embrace»           | 8                      | 9                      | 9                      | 9                      | Últimos salvados |
| 8 | Jazz / «Little Shop of Horrors»           | 9                      | —                      | 9                      | 9                      | Salvados         |
| 8 | Duelo de Salsa / «Magic»                  | 3 puntos extras        | 3 puntos extras        | 3 puntos extras        | 3 puntos extras        | Salvados         |
| 9 | Vals / «She Used to Be Mine»              | 10                     | 102                    | 10                     | 10                     | Últimos salvados |
| 9 | Contemporáneo en equipo / «Bird Set Free» | 10                     | 102                    | 10                     | 10                     | Últimos salvados |
| 10 (Semifinal) | Quickstep / «Go Mama»                     | 9                      | —                      | 9                      | 10                     | Salvados         |
| 10 (Semifinal) | Pasodoble en trío / «Kill of the Night»   | 10                     | —                      | 10                     | 10                     | Salvados         |
| 11 (Final) | Tango / «Stay The Night»                  | 8                      | 9                      | 9                      | 9                      | Eliminados       |
| 11 (Final) | Freestyle / «Unstoppable»                 | 9                      | 9                      | 9                      | 9                      | Eliminados       |
| 1Puntaje dado por el juez invitado Pitbull en lugar de Goodman. 2Puntaje dado por la juez invitada Idina Menzel en lugar de Goodman. |                                           |                        |                        |                        |                        |                  |

- Temporada 24 con Erika Jayne

| Semana | Baile / Canción                | Puntajes de los jueces | Puntajes de los jueces | Puntajes de los jueces | Puntajes de los jueces | Resultado        |
| Semana | Baile / Canción                | C. I.                  | L. G.                  | J. H.                  | B. T.                  | Resultado        |
| ------ | ------------------------------ | ---------------------- | ---------------------- | ---------------------- | ---------------------- | ---------------- |
| 1      | Salsa / «XXPEN$IVE»            | 6                      | 6                      | 6                      | 6                      | Sin eliminación  |
| 2      | Foxtrot / «Bad Intentions»     | 7                      | 7                      | 7                      | 7                      | Salvados         |
| 3      | Jive / «Take Me to Heaven»     | 6                      | 7                      | 7                      | 6                      | Salvados         |
| 4      | Chachachá / «Express Yourself» | 8                      | 7                      | 7                      | 8                      | Últimos salvados |
| 5      | Vals vienés / «Unforgettable»  | 8                      | 8                      | 8                      | 8                      | Eliminados       |

- Temporada 25 con Sasha Pieterse

| Semana | Baile / Canción                                      | Puntajes de los jueces | Puntajes de los jueces | Puntajes de los jueces | Resultado       |
| Semana | Baile / Canción                                      | C. I.                  | L. G.                  | B. T.                  | Resultado       |
| ------ | ---------------------------------------------------- | ---------------------- | ---------------------- | ---------------------- | --------------- |
| 1      | Chachachá / «Like That»                              | 6                      | 6                      | 6                      | Sin eliminación |
| 2      | Vals vienés / «I'm Going Down»                       | 8                      | 8                      | 7                      | Salvados        |
| 2      | Samba / «Most Girls»                                 | 8                      | 7                      | 7                      | Salvados        |
| 3      | Jazz / «I Can't Help Myself (Sugar Pie Honey Bunch)» | 7                      | 6                      | 6                      | Sin eliminación |
| 4      | Foxtrot / «Over My Head (Cable Car)»                 | 8                      | 8                      | 8                      | Salvados        |
| 5      | Rumba / «Kiss the Girl»                              | 8                      | 8                      | 8                      | Eliminados      |

- Temporada 26 con Arike Ogunbowale

| Semana                                              | Baile / Canción                        | Puntajes de los jueces | Puntajes de los jueces | Puntajes de los jueces | Resultado  |
| Semana                                              | Baile / Canción                        | C. I.                  | L. G.                  | B. T.                  | Resultado  |
| --------------------------------------------------- | -------------------------------------- | ---------------------- | ---------------------- | ---------------------- | ---------- |
| 1                                                   | Salsa / «Them Girls»                   | 7                      | 6                      | 7                      | Salvados   |
| 2                                                   | Foxtrot / «What About Us»              | 8/91                   | 8                      | 8                      | Eliminados |
| 2                                                   | Freestyle en equipo / «Instant Replay» | 9/101                  | 9                      | 9                      | Eliminados |
| 1Puntaje dado por el juez invitado Rashad Jennings. |                                        |                        |                        |                        |            |

- Temporada 27 con Nikki Glaser

| Semana | Baile / Canción       | Puntajes de los jueces | Puntajes de los jueces | Puntajes de los jueces | Resultado     |
| Semana | Baile / Canción       | C. I.                  | L. G.                  | B. T.                  | Resultado     |
| ------ | --------------------- | ---------------------- | ---------------------- | ---------------------- | ------------- |
| 1      | Salsa / «Yes»         | 6                      | 5                      | 6                      | Cinco últimos |
| 1      | Salsa / «Tres Deseos» | 6                      | 6                      | 6                      | Eliminados    |

- Temporada 28 con Lauren Alaina

| Semana                                                                                          | Baile / Canción                                | Puntajes de los jueces | Puntajes de los jueces | Puntajes de los jueces | Resultado       |
| Semana                                                                                          | Baile / Canción                                | C. I.                  | L. G.                  | B. T.                  | Resultado       |
| ----------------------------------------------------------------------------------------------- | ---------------------------------------------- | ---------------------- | ---------------------- | ---------------------- | --------------- |
| 1                                                                                               | Chachachá / «Man! I Feel Like a Woman!»        | 7                      | 6                      | 6                      | Sin eliminación |
| 2                                                                                               | Pasodoble / «Confident»                        | 6                      | 6                      | 7                      | Salvados        |
| 3                                                                                               | Tango / «Oh, Pretty Woman»                     | 6                      | 7                      | 7                      | Salvados        |
| 4                                                                                               | Foxtrot / «Jolene»                             | 8/81                   | 8                      | 8                      | Salvados        |
| 5                                                                                               | Samba / «Under the Sea»                        | 8                      | 7                      | 8                      | Sin eliminación |
| 6                                                                                               | Contemporáneo / «The Other Side»               | 9                      | 8                      | 9                      | Salvados        |
| 7                                                                                               | Tango argentino / «Whatever Lola Wants»        | 9                      | 9                      | 9                      | Salvados        |
| 7                                                                                               | Freestyle en equipo / «Somebody's Watching Me» | 9                      | 9                      | 9                      | Salvados        |
| 8                                                                                               | Jive / «Hound Dog»                             | 8                      | 8                      | 8                      | Salvados        |
| 8                                                                                               | Duelo de Salsa / «Rhythm Is Gonna Get You»     | Sin puntos extras      | Sin puntos extras      | Sin puntos extras      | Salvados        |
| 9                                                                                               | Quickstep / «You Can't Hurry Love»             | 9                      | 9/82                   | 8                      | Salvados        |
| 9                                                                                               | Rumba / «I Want It That Way»                   | 9                      | 9/92                   | 9                      | Salvados        |
| 10 (Semifinal)                                                                                  | Pasodoble / «Stronger (What Doesn't Kill You)» | 9                      | 9                      | 9                      | Salvados        |
| 10 (Semifinal)                                                                                  | Vals vienés / «Humble and Kind»                | 9                      | 9                      | 9                      | Salvados        |
| 11 (Final)                                                                                      | Foxtrot / «Jolene»                             | 9                      | 9                      | 9                      | Eliminados      |
| 11 (Final)                                                                                      | Freestyle / «Country Girl (Shake It for Me)»   | 10                     | 10                     | 10                     | Eliminados      |
| 1Puntaje dado por la juez invitada Leah Remini. 2Puntaje dado por el juez invitado Joey Fatone. |                                                |                        |                        |                        |                 |

- Temporada 29 con Chrishell Stause

| Semana | Baile / Canción                             | Puntajes de los jueces | Puntajes de los jueces | Puntajes de los jueces | Resultado       |
| Semana | Baile / Canción                             | C. I.                  | D. H.                  | B. T.                  | Resultado       |
| ------ | ------------------------------------------- | ---------------------- | ---------------------- | ---------------------- | --------------- |
| 1      | Tango / «Raise Your Glass»                  | 4                      | 5                      | 4                      | Sin eliminación |
| 2      | Rumba / «This Is Me»                        | 6                      | 6                      | 6                      | Salvados        |
| 3      | Vals / «A Dream Is a Wish Your Heart Makes» | 7                      | 7                      | 8                      | Salvados        |
| 4      | Foxtrot / «Adore You»                       | 7                      | 8                      | 7                      | Salvados        |
| 5      | Chachachá / «You Got It (The Right Stuff)»  | 6                      | 6                      | 7                      | Salvados        |
| 6      | Contemporáneo / «Stars»                     | 8                      | 8                      | 8                      | Salvados        |
| 7      | Pasodoble / «In the Air Tonight»            | 9                      | 9                      | 8                      | Salvados        |
| 8      | Vals vienés / «Love on the Brain»           | 8                      | 8                      | 8                      | Eliminados      |
| 8      | Relevo de Chachachá / «Rain on Me»          | 2 puntos extras        | 2 puntos extras        | 2 puntos extras        | Eliminados      |

- Temporada 30 con Melanie C

| Semana | Baile / Canción                          | Puntajes de los jueces | Puntajes de los jueces | Puntajes de los jueces | Puntajes de los jueces | Resultado       |
| Semana | Baile / Canción                          | C. I.                  | L. G.                  | D. H.                  | B. T.                  | Resultado       |
| ------ | ---------------------------------------- | ---------------------- | ---------------------- | ---------------------- | ---------------------- | --------------- |
| 1      | Chachachá / «Wannabe»                    | 7                      | 7                      | 6                      | 7                      | Sin eliminación |
| 2      | Foxtrot / «Here Comes the Sun»           | 7                      | 7                      | 8                      | 8                      | Salvados        |
| 3      | Tango / «Toxic»                          | 7                      | 7                      | —                      | 8                      | Salvados        |
| 4      | Jazz / «Step in Time»                    | 7                      | 8                      | 8                      | 8                      | Salvados        |
| 4      | Vals vienés / «Once Upon a Dream»        | 9                      | 8                      | 9                      | 9                      | Salvados        |
| 5      | Quickstep / «You're the One That I Want» | 9                      | 9                      | 9                      | 9                      | Eliminados      |

#### Rusia
En 2015, Savchenko fue un profesional en la novena temporada de la versión rusa de Dancing with the Stars, llamada Tantsy so zvezdami (en ruso, Танцы со звездами), donde fue emparejado con la patinadora artística sobre hielo, Adelina Sótnikova. Ellos llegaron a la final y terminaron en el segundo puesto.

### Strictly Come Dancing
En 2015, Savchenko se convirtió en un bailarín profesional en Strictly Come Dancing para su serie 13. Él fue emparejado con la presentadora de televisión, Anita Rani. Fueron eliminados durante las semifinales de la competición, terminando en el quinto puesto.
Savchenko anunció que no regresará a Strictly Come Dancing en 2016, diciendo que quería pasar más tiempo con su esposa e hija.
| Semana         | Baile / Canción                                          | Puntajes de los jueces | Puntajes de los jueces | Puntajes de los jueces | Puntajes de los jueces | Resultado       |
| Semana         | Baile / Canción                                          | C. R.                  | D. B.                  | L. G.                  | B. T.                  | Resultado       |
| -------------- | -------------------------------------------------------- | ---------------------- | ---------------------- | ---------------------- | ---------------------- | --------------- |
| 1              | Chachachá / «Rather Be»                                  | 6                      | 7                      | 7                      | 7                      | Sin eliminación |
| 2              | Charlestón / «Pencil Full of Lead»                       | 7                      | 8                      | 6                      | 6                      | Salvados        |
| 3              | American smooth / «Unchained Melody»                     | 6                      | 8                      | 8                      | 7                      | Salvados        |
| 4              | Samba / «Hips Don't Lie»                                 | 6                      | 7                      | 7                      | 7                      | Salvados        |
| 5              | Tango / «Sweet Disposition»                              | 8                      | 8                      | 8                      | 8                      | Salvados        |
| 6              | Vals / «Once Upon a Dream»                               | 6                      | 8                      | 8                      | 7                      | Salvados        |
| 7              | Jive / «The Boy Does Nothing»                            | 8                      | 8                      | 9                      | 9                      | Salvados        |
| 8              | Quickstep / «Don't Get Me Wrong»                         | 8                      | 8                      | 8                      | 8                      | Salvados        |
| 9              | Pasodoble / «Malagueña»                                  | 9                      | 10                     | 9                      | 9                      | Salvados        |
| 10             | Rumba / «Read All About It, Pt. III»                     | 7                      | 8                      | 7                      | 9                      | Salvados        |
| 10             | Maratón de Quickstep / «Sing, Sing, Sing (With a Swing)» | 4 puntos extras        | 4 puntos extras        | 4 puntos extras        | 4 puntos extras        | Salvados        |
| 11             | Tango argentino / «Cell Block Tango»                     | 6                      | 8                      | 9                      | 8                      | Salvados        |
| 12 (Semifinal) | Foxtrot / «New York, New York»                           | 7                      | 8                      | 8                      | 9                      | Eliminados      |
| 12 (Semifinal) | Salsa / «Feel This Moment»                               | 8                      | 8                      | 8                      | 8                      | Eliminados      |

### Otros trabajos
En 2016, participó en Celebrity MasterChef.
En agosto de 2018, Savchenko participó en Celebs on the Farm, convirtiéndose en el primer ganador de la serie.